# S Voice
S Voice fue un software de reconocimiento de voz descontinuado desarrollado por Samsung, disponible en sus dispositivos móviles. S Voice soportaba 8 idiomas: inglés británico y estadounidense, italiano, alemán, francés, español y coreano. Este software permítia dar comandos de voz para el teléfono inteligente y acelerar algunas operaciones. Por ejemplo, se podía llamar a un contacto de la libreta de direcciones, enviar mensajes de texto, programar recordatorios, tomar fotos, y mucho más. La aplicación funcionaba sólo en la presencia de una conexión de red, 4G o Wi-Fi.
El asistente estaba disponible en todos los dispositivos Samsung Galaxy.
En la presentación del Galaxy S8 y S8+, se anunció Bixby como una actualización importante que reemplazó a S Voice. 
Dejó de tener soporte el 1 de junio de 2020, en favor de Bixby.